# 克里斯·布朗
克里斯托弗·莫里斯·布朗（英語：Christopher Maurice "Chris" Brown，1989年5月5日—）是美国歌手、饶舌歌手和演员。2005年末，年仅16岁的他发布了首张同名专辑《Chris Brown》。该专辑中收录了打榜单曲“Run It!”，该曲曾登上公告牌百强单曲榜头名，这使得他成为继1995年蒙蒂尔·乔丹之后，首位出道单曲即登上排行榜头名的男性歌手。该专辑在全美销售量超过二百万拷贝，获得美國唱片業協會双白金销售认证。
布朗的第二张专辑《Exclusive》于2007年11月面向全球发售。该专辑共诞生了两首成功单曲：和T-Pain合作完成的“Kiss Kiss”，这成为他的第二首全美冠军单曲；“With You”最高则达到排行榜次席。布朗还发布了该专辑的豪华版本，命名为“永恒版”（The Forever Edition）。该版本中的单曲“Forever”于2008年5月发布，曾位列排行榜亚军。《Exclusive》获得美国唱片业协会的白金销量认证。2009年，布朗的第三张专辑《Graffiti》发布，反响平平。2011年发布的第四张专辑《F.A.M.E.》成为布朗的首张公告牌二百强专辑榜冠军专辑，并为他获得了格莱美最佳节奏布鲁斯专辑奖。第五张专辑《Forturn》于2012年发布。但是在《Exclusive》之后的专辑都并不受乐评家好评。
2009年，布朗承认了对其殴打歌手蕾哈娜的指控，被判处5年缓刑以及6个月的社区劳动。该事件受到公众的广泛关注，对于布朗的事业也产生了负面影响。

## 生涯

### 1989–2004年：早年
克里斯托弗·莫里斯·布朗于1989年5月5日出生在弗吉尼亚塔帕汉诺克（Tappahannock, Virginia）的一个小镇，其母为前日托中心主管乔伊斯·霍金斯（Joyce Hawkins），其父为当地狱警克林顿·布朗（Clinton Brown）。作为夫妇两人最小的孩子，他还有一个在银行上班的姐姐。自从孩提时起，音乐就一直是布朗生活中不可或缺的一部分。他过去常常欣赏父母收藏的灵魂乐专辑，但最终布朗开始对嘻哈感兴趣。
布朗很小时就自学歌唱和舞蹈，常将迈克尔·杰克逊作为自己的榜样。他后来开始参与教堂唱诗班的表演，也参加过当地的数个才艺秀节目。在一次模仿亚瑟小子的表演时，他的母亲意识到儿子的声音天赋，于是开始为他寻找出唱片的机会。与此同时，布朗遇到了许多个人问题。他的父母此时已经离异，他说母亲的男友总是对母亲实施家庭暴力，这让他觉得一直处于惶恐中。
13岁那年，当地的一支制作团队在寻找新人时，来到了布朗父亲经营的加油站，发现了布朗的才能。随后，布朗搬到了纽约。2004年，当时在和当地制作人合作的布朗又被时任Def Jam唱片公司A&R高级主管的提娜·戴维斯（Tina Davis）发掘出来。她对布朗在面试中的表现非常满意，于是立即将布朗引荐给前Island Def Jam音乐集团的总裁安东尼奥·瑞德。后者在当天就决定与布朗签约。“我知道克里斯有真正的才华”，戴维斯说，“我知道我要成为展现他才华的一部分。”
与Def Jam的谈判持续了两个月，此时戴维斯因公司改组丢掉了职位，布朗于是邀请她做自己的经纪人。戴维斯接受了这个职务，开始向Jive唱片公司、J唱片公司和华纳兄弟唱片公司等厂牌“推销”布朗。最终布朗选择了Jive唱片公司，该公司当时与年轻歌手布蘭妮·斯皮爾斯、賈斯汀·提姆布萊克合作颇为成功。布朗说，“我选择Jive的原因，是他们在流行音乐市场和年轻艺人的合作取得巨大成功，……我知道我可以吸引（非裔美国人）歌迷，但是Jive在流行音乐方面有很强大的力量，也能保证艺人名气能持久。”

### 2005–06年：首专

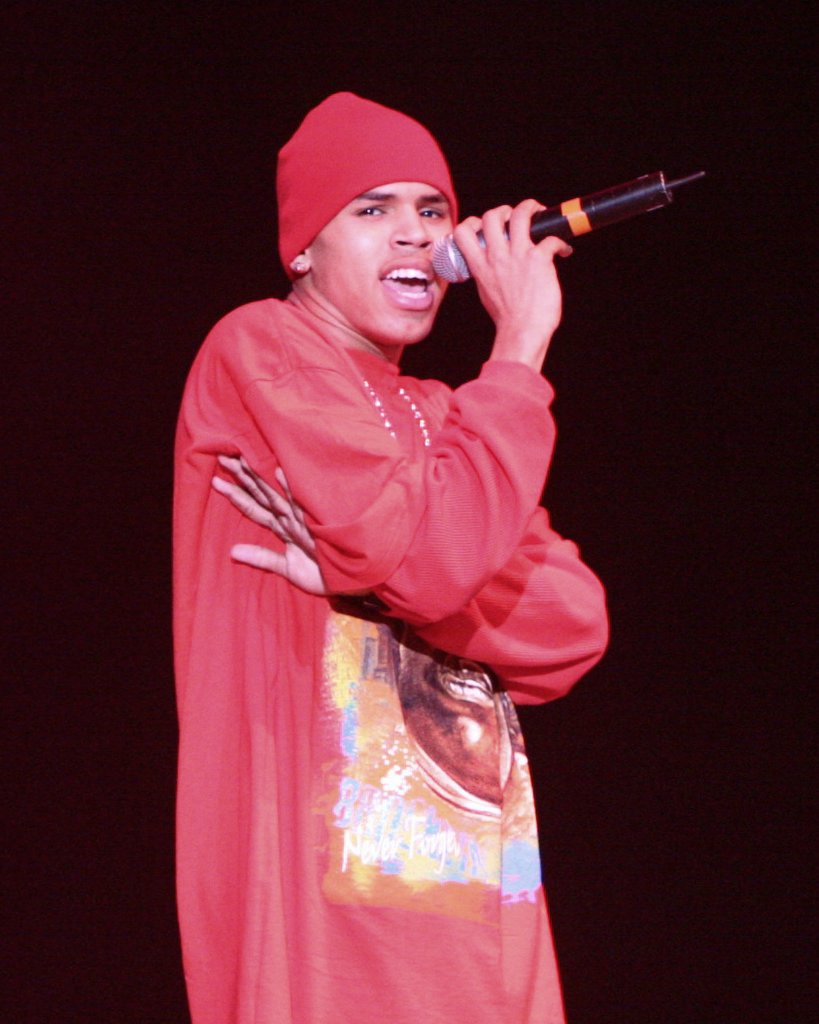
布朗在KISS 106.1西雅图 Jingle Bell Bash 8的表演

在2004年签约Jive唱片公司后，布朗于2005年2月开始进棚录音。到5月，已经录制出50首歌曲，其中的14首被选入最终的专辑歌曲单上。布朗与多位制作人和作曲家合作——其中包括斯科特·斯托奇（Scott Storch）、Cool & Dre以及Jazze Pha，并认为他们“对他真的很有信心”。布朗也参与了专辑的制作，其中5首歌曲的合作写歌人中署上了他的名字。“我写16岁的人们每天会经历的事情，”布朗说，“比如你因为带着女友溜进家里而惹上麻烦，或者你不会开车，所以你跑去偷车，诸如此类。”整张专辑不到8周就传做完成，并于2005年11月29日发布。同名专辑《Chris Brown》发布后，在公告牌二百强专辑榜上排名第二，首周即销售出15.4万份拷贝。《Chris Brown》取得了商业上的成功，在全美共销售处200万份拷贝，全球销量则为300万。该专辑的主打歌“Run It!”使得布朗成为自1995年以来，首位出道单曲即登上排行榜头名的男性歌手，该曲之后又在第一的位置上保持了4周。另外三首单曲——“Yo (Excuse Me Miss)”、“Gimme That”、“Say Goodbye”在同一排行榜上都曾入围过前20。
2006年6月13日，布朗发行了名为《克里斯·布朗之旅》（Chris Brown's Journey）的DVD，其中收录了他在英格兰和日本旅行，为首次格莱美奖出场准备，部分音乐电视制作花絮等片段。
2006年8月17日，为了进一步推销专辑，布朗开始了了名为“The Up Close and Personal Tour”的巡演。由于巡演的缘故，他的下一张专辑的制作延后了2个月。此次巡演的门票收入中，有5万美元捐赠给了圣裘德儿童医院（St. Jude Children's Research Hospital）。

### 2007–08年：《Exclusive》
布朗出演了UPN电视台的连续剧《一对一》（One on One），并参加了N频道（现已改名Teen Nicks）《布兰登·T·杰克逊秀》（Brandon T. Jackson Show）首集的制作。此外，他还于2007年1月在福克斯广播公司的电视剧《橘郡风云》第四季中饰演了一个小角色。布朗的首次从影经历是在2007年影片《街舞少年》（Stomp the Yard）中，同时出演此片的还有尼欧、梅根·古德（Meagan Good）、哥伦布·肖特（Columbus Short）。布朗接下来又出演了家庭电影《今年圣诞节》（This Christmas），该片于2007年11月21日上映。 2007年7月9日，布朗出现在MTV真人秀《My Super Sweet 16》中（为此，节目特别改名为《克里斯·布朗：My Super 18》），记录他在纽约市庆祝18岁生日的过程。 布朗还在迪士尼的《扎克和科迪的家居生活》（The Suite Life of Zack & Cody）中真人出演。

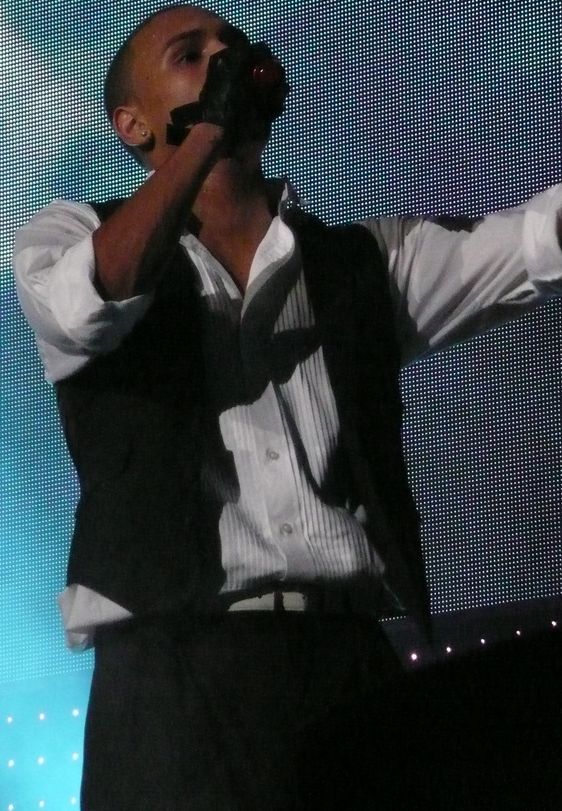
布朗在布里斯班娱乐中心的表演

在结束了和尼欧的夏季巡演后不久，布朗迅速开始了第二张专辑的制作。《Exclusive》与2007年11月发布，在排行榜上排名第4，首周共卖出29.4万份拷贝，在全美共售出190万张。
据MTV新闻，布朗曾说：“我仍希望让年轻歌迷继续听我的音乐，但我也为年长的人们准备了一些歌曲。”专辑首个单曲“Wall to Wall”在单曲榜上位列第96，最高达到79，而在节奏布鲁斯和嘻哈榜上排名22，成为了他至今最低的榜单排名。与T-Pain合作的“Kiss Kiss”是第二首发布的单曲，这首单曲更为成功，攀上了公告牌百强单曲榜的第一名。
2007年11月4日，布朗发布了《Exclusive》的第三首单曲“With You”，该曲由Stargate创作。“With You”登上单曲榜亚军位置，并在登上多国音乐榜单，其中在新西兰、新加坡、加拿大、塞浦路斯、爱尔兰、法国、英国、马来西亚、澳大利亚都入围了前十。
2008年7月3日，在原版发布后7个月，布朗发布了《Exclusive》的豪华版，命名为为“永恒版”。新版本中增加了4首新歌，其中的“Forever”登上单曲榜第二。
为了支持其专辑的销售，布朗开始了名为“The Exclusive Holiday”的巡回演出，在全美逾30处进行表演。巡演开始于俄亥俄州辛辛那提，结束于夏威夷火奴鲁鲁，从2007年12月6日一直持续到2008年2月9日。记录巡演过程的影片于2008年6月3日发行，作为《Exclusive: The Forever Edition》第二张碟片的内容。他在2008年6月的黑人娱乐电视奖典礼上演绎了“With You”，之后又和席亚拉在“Take You Down”的伴奏下共舞。
之后，布朗又和The Game一同演绎了纳斯未命名专辑中的“Make the World Go Round”一曲，该专辑由The Game和Cool & Dre共同制作。他还与肖恩·加瑞特（Sean Garrett）一同在卢达克里斯的单曲“What Them Girls Like”中献声，该曲收录在卢达克里斯的专辑《Theater of the Mind》中。他与T-Pain合作了其新专辑《Thr33 Ringz》的第三首单曲“Freeze”。《公告牌》杂志称布朗为2008年度顶尖艺人。

### 2008-09年：《Graffiti》
2008年起，布朗就开始为下一张专辑的发行做准备。据他所言，他会在新专辑《Graffiti》（涂鸦）中尝试全新的音乐风格，以期赶上前辈王子和迈克尔·杰克逊。他说：“我想有所改变，给人全新的感觉。像我现在的风格，我并不是典型的都市风。我想像王子、迈克尔和史提夫·汪达那样。他们可以驾驭任何风格的音乐。”2009年9月29日，布朗以数字版下载形式发布了《Graffiti》的主打单曲“I Can Transform Ya”，该单曲的音乐电视则于10月27日在MTV上发布。该专辑的下一首单曲叫做“Crawl”，于2009年11月13日发布。而专辑则会在2009年12月15日发售。《Graffiti》发布后位列公告牌二百强专辑榜第7名，在节奏布鲁斯/嘻哈专辑榜上一度登顶。但是专辑的总体销量并不尽如人意。
2010年6月27日，克里斯·布朗在美国黑人娱乐电视年度颁奖礼。当晚为纪念迈克尔·杰克逊，布朗演绎了迈克尔·杰克逊的几首名曲，并在演唱“Man in the Mirror”时控制不住情绪，失声痛哭。在当晚稍后的发言中，布朗表示“我曾经让大伙都失望了，但是我将来再也不会了……我保证”。对布朗的表现，迈克尔·杰克逊的哥哥傑曼·傑克森，以及包括吹牛老爹、崔·颂都予以肯定。
2010年5月，布朗同Tyga合作的混音带《Fan of a Fan》面世。其中同Tyga和凯文·麦克考共同演绎的“Deuces”于2010年6月29日在全美发布。该曲在全美R&B/嘻哈歌曲榜上7周位居榜周，这也是布朗在2006年的“Say Goodbye”之后首次取得冠军单曲。在公告牌百强单曲榜上，该曲位列14。

### 2010-2011年：《F.A.M.E.》
2010年8月，布朗出演了犯罪悬疑片《劫匪》，同时出演的还有保羅·沃克、马特·迪隆、伊德瑞斯·艾尔巴、海登·克里斯滕森和T.I.，布朗同时还是该片的执行制片人。在电台KPEZ主持节目时，布朗宣布了自己的第四张专辑命名为《F.A.M.E.》（Forgiving All My Enemies，意为“宽恕我所有的仇敌”）。 该专辑于2011年3月18日一经面世，便登上了公告牌二百强专辑榜头名，首周销量为270,000张，这也是布朗的第一张冠军专辑。
“Yeah 3x”是该张专辑的先行单曲，发布于2010年10月25日。在美国和加拿大，该曲最高位列排行榜第15名。在澳大利亚和新西兰也跻身前五，并获得两国的白金销量认证 。同小韦恩和巴斯达韵合作的第二支单曲“Look at Me Now”于2011年1月发布，该曲的榜单表现不俗，在公告牌节奏布鲁斯/嘻哈榜和说唱榜上都登上榜首，在百强单曲榜上最高达到第六。该专辑的第三、第四支单曲分别为“Beautiful People”和“She Ain't You”。为推广专辑，布朗将从2011年4月开始举行巡演，首站在澳大利亚。
在2011年黑人娱乐电视奖上，布朗获得6项提名，并获得其中的五项，包括最佳节奏布鲁斯男艺人、观众选择奖、Fandemonium奖、最近合作曲目和年度音乐录音带奖。他在2011年黑人娱乐电视嘻哈奖中也摘得3个奖项。在2011年度的灵魂列车音乐奖上，《F.A.M.E》赢得年度专辑大奖。该专辑还为布朗赢得包括最佳节奏布鲁斯专辑、最佳说唱表演和最佳说唱歌曲（“Look At Me Now”）在内的3项格莱美奖提名。
2011年10月7日，RCA音乐集团宣布解散Jive唱片公司、Arista唱片公司和J唱片公司。受此影响，包括布朗在内，所有之前同这三家厂牌签约的艺人今后的作品都将通过RCA唱片公司发行。

### 2012年：《Fortune》
2011年11月18日，布朗与凯文·麦考尔合作的新专辑宣传单曲“Strip”发布。专辑首支单曲“Turn Up the Music”已于2012年2月14日发布。2012年7月3日，布朗的第五张专辑《Fortune》发售，并登上了公告牌二百强专辑榜头名。但是该专辑在乐评人中的口碑并不好。

### 2013年至今：《X》
布朗的第六张专辑《X》（曾命名：Carpe Diem），於2014年9月16日发布。首支单曲“Fine China”于2013年4月1日发布，并在4月9日送往电台。《X》首周位列公告牌二百强专辑榜次席，销量145,644张。2013年8月9日，据报道布朗癫痫发作，当急救人员赶到现场时，据称布朗拒绝接受救治并拒绝前往当地医院。布朗在童年时就曾有过癫痫症状。次日，布朗的发言人称癫痫是由于“长期无端而来的法律纠纷以及永不停息的负面报道带来的极端疲劳和严重情感压力”所致。 
2015年2月24日，布朗同Tyga合作发布了一张名为《Fan of a Fan: The Album》的专辑。这是他们2010年《Fan of a Fan》混音带的续作。2015年初，布朗同崔·颂一起开始了“Between The Sheets Tour”巡演。

## 个人形象与私生活

### 成功及同他人的比较
除了在独唱方面获得成功外，布朗还曾与其他歌手合作演绎过不少打榜歌曲：如和喬丁·斯帕克斯合作的“No Air”，和说唱歌手鲍沃合作演绎的“Shortie like Mine”，以及和Lil Mama与T-Pain共同演唱的“Shawty Get Loose”。三首歌曲在公告牌百强单曲榜分别获得第三、第九、第十的成绩。
布朗擅长跳舞，这一点常常被拿来和知名节奏布鲁斯艺术家亚瑟小子、迈克尔·杰克逊比较，布朗自己也提及两人对自己的音乐有很大影响。

### 家庭暴力案件
2009年2月8日，布朗向洛杉矶警察局威尔夏（Wilshire）分局自首，并因其犯罪恐吓被收押。据称布朗正在接受对其家庭暴力的调查，施暴对象是某女性。警方的报告中并没有公布该名女性的姓名，但称其“遭受了明显的创伤”。但是根据多家新闻媒体，如《洛杉矶时报》、CNN、MSNBC称，有消息知名这位据称的受害者就是布朗的女友、节奏布鲁斯歌手蕾哈娜。在布朗被捕后，多个他的商业广告被叫停，音乐也从广播电台中撤掉，他完全从公众视野中消失。原定参加表演的第51屆葛萊美獎也由賈斯汀·提姆布萊克和艾尔·格林顶替。布朗后来发表声明称：“对于发生的事，言语已经无法表达我的歉意和悲伤。”
2009年3月5日，布朗被指控袭击并恐吓他人。他于2009年4月6日被提讯，辩称自己无罪。但在2009年6月22日的庭审中，布朗认罪，并接受了社区劳动与5年缓刑辩诉交易。同时法官还当庭要求布朗接受家庭暴力方面的咨询辅导。部分反对家庭暴力的组织对该辩诉交易表示不满，认为对布朗的处罚不足；布朗的童年经历对其的影响也被拿来仔细审视。2009年7月20日，布朗在其YouTube页面上发布了一份两分钟的视频，向歌迷和蕾哈娜表示歉意，对这次事件他“追悔莫及”，并称自己已反复向蕾哈娜道歉，并会“担起一切责任”。布朗说他早先希望对该案作出解释，但他的律师建议等判决下来之后在进行不迟。 8月25日，布朗被判5年缓刑、一年家庭暴力咨询以及6个月的社区服务；法官还签署了一份长达5年的限制令，要求其至少与蕾哈娜保持100码的距离，在公共活动时也必须保持10码的距离。
2009年9月2日，布朗就家庭暴力案件接受“拉里金现场”（Larry King Live）节目的采访，访谈采取预先录制的办法，这是他在此事后的首次公开亮相。同他一起上节目的还有他的母亲和律师马克·格拉格斯（Mark Geragos）。布朗本人谈起自己成长于家庭暴力猖獗的环境中；其母经常受到继父的殴打。布朗说当他得知袭击案当晚的细节，自己对蕾哈娜的身体伤害时：“我完全震惊了，因为，首先，那不是真正的我，我也不希望成为那样的人。”布朗的母亲乔伊斯·霍金斯则说布朗“从来都不是一个暴力分子，从来不是”，她也不相信所谓的“暴力循环理论”（cycle of violence）。布朗称在媒体大肆报道家庭暴力案时，自己和蕾哈娜的关系仍像罗密欧与朱丽叶，而最终是跟踪报道这些新闻的媒体拆散了他们。他表示自己并不记得袭击了蕾哈娜，但意识到这件事情发生了，并为自己当晚的行为表示道歉。面对针对他称自己什么都不记得的指责，布朗随后表示：“我的确记得发生过什么。在采访中我母亲曾多次说，我在袭击案后立刻去找了她，并告诉她发生的一切。”布朗说尽管如此，“（那一晚）依旧是模糊不清的。” 在节目中，他表示蕾哈娜遭袭击后的照片或许会始终萦绕在他的脑海中，看到这张照片对他来讲“很痛苦”，他仍然爱着蕾哈娜。 “我很确信我们可以继续做朋友，”布朗说，“虽然我不清楚我们的恋爱关系如何，但我知道我们最终绝对是朋友。”此外，他并不认为自己的明星之路已经走到尽头。
布朗于2009年12月4日在电视节目《20/20》接受了深度访问。在接受《早安美国》主持人罗宾·罗伯斯采访时，他进一步谈论了对蕾哈娜的袭击案。
2010年6月，布朗为前往英国申请签证，但因为“有严重犯罪前科”而被拒签。作为欧洲巡演的一部分，布朗原计划前往英国的数个城市演出，但索尼表示，因为“工作签证问题”，此次巡演不得不推迟。英国内政部随后确认，布朗被拒签的原因就是因为袭击前女友蕾哈娜而被判有罪。
2011年3月22日，布朗在《早安美国》节目上首次表演“Yeah 3x”并同主持人罗宾·罗伯特进行访谈，采访中他被问及到蕾哈娜的情况以及限制令问题。据称，布朗在插播广告期间在更衣室里大发雷霆，并向对着时代广场的一扇窗子投掷物品，导致窗户破碎。布朗随后脱下上衣，并在同制片人、节目团队成员和大楼安保人员争执后，赤裸上身离开大楼，并未录制预订的第二段表演。
2012年9月，布朗因为颈部纹身广受批评，其图案展现了一个被殴打的女性的脸部，这让人们猜测该纹身是在暗指蕾哈娜。布朗的发言人表示，纹身并不是描绘一位被殴打的女性，而是来自一个亡灵节骷髅造型。

### 与德雷克的矛盾
2012年6月14日，有报道称德雷克一行人在纽约市一家名为WIP的夜店里向布朗投掷玻璃瓶。在这场争斗中，有约8人受伤，包括圣安东尼奥马刺队球星托尼·帕克，致使他不得不动手术将玻璃碎片从眼中移除。德雷克并未被拘捕，而布朗的律师称德雷克挑起了事端。

### 其他法律纠纷及入狱
2013年，媒体报道称，布朗提交给法庭的社区服务证明记录上存在疑点。对此地方检察官已经提起动议，要求法官裁定布朗之前的社区服务无效。2013年7月，因涉嫌在洛杉矶交通肇事逃逸，他的保释被取消。布朗被当庭释放，并安排在8月重新开庭受审。后来指控被取消，但布朗还是被加罚了1000小时社工。
2013年10月27日，布朗因涉嫌袭击重罪在华盛顿特区被捕。据称打斗皆因在W饭店前两名女性希望同布朗合影而起。两名男性看到了布朗，试图一同合影。布朗及其保镖袭击了其中一名男性，据受害者称其鼻子受伤。最初警方报告称布朗的保镖挑起的争斗，后来的报告则称是布朗伤及了对方。次日，指控减到了轻罪。在袭击他人后，布朗在华盛顿特区监狱中度过了36小时，后被释放，并被法官指令在48小时内向其加州的假释官报道。假释官将想加州法官报告，如果认定布朗违反了假释条件，那么他可能最高被处以4年监禁。2013年10月30日，布朗自愿进入一家康复中心，并预计会呆3个月。但是11月14日，他因为暴力行为违反康复中心规定而被扫地出门。11月20日，在其假释情况的听证会上，布朗被判要在情绪控制康复中心接受90天治疗，同时必须接受毒品检测并服用中心向其提供的任何药物。在2013年12月的另一次听证会上，布朗的假释判决被取消：法官认为华盛顿特区一案足以证明布朗并没有按要求遵纪守法，但是因为在康复中心表现良好，法官并没有要求将其收押。在完成了90天的康复治疗后，法官判决其继续呆在马里布的一家治疗中心，等待2014年4月23日的听证。2014年3月14日，布朗因违反内部规定被治疗中心扫地出门，并立即被收监。原本他预计会在4月23日被释放，但是高等法院法官维克多·格林伯格拒绝其保释请求。在2014年5月9日的庭审中，布朗因违反假释条款被判入狱131天。他原本的刑期为365天，但是扣除了其在疗养院和监狱中已度过的234天。
2014年6月2日，由于监狱过度拥挤，刑期1天计做2天，布朗被提前释放。根据《洛杉矶时报》报道：“布朗尚未完全获得自由身。他显然仍处于假释中，而且要每周两次定期见心理医生，完成他剩余的社区服务，服用为其开出的药物并拒绝包括医用在内的大麻使用。根据庭审文件报道，这名歌手有躁鬱症。”

## 专辑
- 《Chris Brown》 （2005）
- 《Exclusive》 （2007） 《Exclusive:The Forever Edition》 （2008）
- 《Graffiti》 （2009）
- 《F.A.M.E. 》（2011）
- 《Fortune》（2012）
- 《X》（2014）
- 《Royalty》 (2015)
- 《Heartbreak on a Full Moon》 (2017)
- 《Indigo》 (2019)

## 获奖情况
克里斯·布朗目前共计获得147项提名，荣获52个奖项，主要奖项获奖情况如下：
| 奖项                                                    | 获奖 | 提名 |
| 全美音樂獎                                              | 3    | 9    |
| 黑人娱乐电视大奖                                        | 11   | 20   |
| 黑人娱乐电视嘻哈大奖（BET Hip Hop Awards）              | 3    | 5    |
| 公告牌音乐奖（Billboard Music Awards）                  | 4    | 7    |
| 葛萊美獎                                                | 1    | 12   |
| 黑人原创音乐奖（MOBO Awards）                           | 2    | 4    |
| MTV音樂錄影帶大獎                                       | 3    | 12   |
| MuchMusic录影带大奖（MuchMusic Video Awards）           | 0    | 2    |
| 有色人种促进协会形象奖                                  | 2    | 6    |
| 尼克频道儿童选择奖                                      | 1    | 2    |
| 灵魂列车音乐奖                                          | 2    | 9    |
| 人民选择奖                                              | 2    | 5    |
| 青少年选择奖                                            | 7    | 20   |
| 世界音樂獎                                              | 1    | 7    |
| 黑人娱乐电视预奖（BET Pre-Awards）                      | 1    | 1    |
| 公告牌节奏布鲁斯/嘻哈奖（Billboard R&B/Hip-Hop Awards） | 0    | 3    |
| 国际舞曲音乐奖（International Dance Music Awards）      | 0    | 3    |
| MTV电影奖                                               | 0    | 1    |
| Ozone奖（Ozone Awards）                                 | 1    | 2    |
| TRL奖（TRL Awards）                                     | 1    | 1    |

## 巡演
领衔
- 2006年：Up Close and Personal Tour
- 2007年：The UCP Exclusive Tour
- 2009年：Fan Appreciation Tour[138]
- 2010年：F.A.M.E Tour

客串
- 2007年：The Beyoncé Experience
- 2012年：Supafest

## 影视表演
| 电视 | 电视                    | 电视                                          | 电视                  |
| 年份 | 片名                    | 角色                                          | 注释                  |
| ---- | ----------------------- | --------------------------------------------- | --------------------- |
| 2006 | 华府圣诞                | 本人                                          | 电视特辑（TNT电视台） |
| 2007 | 橘郡风云（The O.C.）    | 威尔·塔特（Will Tutt）                        | 三集                  |
| 2008 | 扎克和科迪的家居生活    | 本人                                          | 客串                  |
| 2011 | Tosh.0                  | 本人                                          |                       |
| 电影 |                         |                                               |                       |
| 年份 | 片名                    | 角色                                          | 注释                  |
| 2007 | 街舞少年                | 杜伦（Duron）                                 | 小角色/首次从影       |
| 2007 | 今年圣诞节              | 迈克尔·威特菲尔德（Michael 'Baby' Whitfield） | 主要角色              |
| 2010 | 劫匪（原名：Bone Deep） | 杰西·阿提卡（Jessie Attica）                  | 配角、执行制片        |
| 2012 | 像男人一样思考          | 阿列克斯（Alex）                              | 配角                  |
| 2013 | 世界Battle              | 公雞（Rooster）                               | 主角                  |